# Arcipelago di Bismarck
L'arcipelago di Bismarck (in inglese Bismarck Archipelago; in tedesco Bismarck-Archipel) è un arcipelago situato al largo delle coste nord-orientali della Nuova Guinea, nell'Oceano Pacifico sud-occidentale; appartiene politicamente alla Papua Nuova Guinea. Il nome deriva da quello dell'allora cancelliere Otto von Bismarck.

## Storia
I primi abitanti dell'arcipelago arrivarono circa 30-40.000 anni fa. Potrebbero aver viaggiato dalla Nuova Guinea, in barca attraverso il Mar di Bismarck o attraverso un ponte di terra temporaneo. Molto dopo, 3.500 anni fa, arrivò il popolo austronesiano della cultura Lapita.
Il primo europeo che lo raggiunse fu l'esploratore olandese Willem Schouten nel 1616, ma gli europei non vi si insediarono finché non divenne parte del protettorato tedesco della Nuova Guinea nel 1884.
Dopo lo scoppio della prima guerra mondiale le isole furono occupate, nel 1914, da una forza di spedizione dell'esercito e della marina australiana che nel 1920 ottenne un mandato dalla Società delle Nazioni. Rimasero sotto l'amministrazione australiana fino al 1975, quando Papua Nuova Guinea divenne indipendente.

## Geografia

### Isole
L'arcipelago, che geograficamente appartiene alla Melanesia, comprende molte isole di origine vulcaniche di cui le principali sono:
- Isole dell'Ammiragliato
- Isole del Duca di York
- Isole Mussau
- Nuova Britannia
- Nuova Hannover
- Nuova Irlanda
- Isole di Vitu